# Gle Damatiba
Gle Damatiba är en kulle i Indonesien.   Den ligger i provinsen Aceh, i den västra delen av landet, 1 800 km nordväst om huvudstaden Jakarta. Toppen på Gle Damatiba är 191 meter över havet.
Terrängen runt Gle Damatiba är kuperad åt nordost, men åt sydväst är den platt. Runt Gle Damatiba är det glesbefolkat, med 11 invånare per kvadratkilometer. I omgivningarna runt Gle Damatiba växer i huvudsak städsegrön lövskog.